# Филгейт, Эдди
Эдвард «Эдди» Филгейт (англ. Edward 'Eddie' Filgate; 16 сентября 1915, Лаут, Ленстер, Соединённое Королевство Великобритании и Ирландии — 19 января 2017, Арди, Ирландия) — ирландский государственный деятель. Депутат Палаты представителей (нижней палаты парламента Ирландии) от округа Лаут (1977—1982) от партии Фианна Файл.

## Биография
Родился в многодетной семье, где имел 10 братьев и сестер. По профессии — менеджер по продажам.
Впервые был избран членом   21-го созыва Палаты на всеобщих выборах 1977 года. Он был переизбран дважды, в 1981 и на всеобщих выборах в феврале 1982 года.  В ноябре того же года парламент был досрочно распущен. На состоявшихся 24 ноября перевыборах уже не смог одержать победу.

## Личная жизнь
Вместе с женой Элиш воспитал пятерых детей. Жил в своем родном посёлке Лаут, недалеко от Дандолка, рядом с местом, где стоял родительский дом, в котором в сентябре 2015 года отметил свой 100-летний юбилей .